# Privatbahn
Als Privatbahn werden Eisenbahnunternehmen bezeichnet, die im Regelfall nicht im Eigentum des jeweiligen Zentralstaates stehen; die Bezeichnung Privatbahn wird vor allem zur Abgrenzung von den Staatsbahnen genutzt. Bei den Privatbahnen handelt es sich teils um Kapitalgesellschaften im Eigentum privater Investoren, teils auch der öffentlichen Hand (Länder, Kreise, Städte usw.). Auch Bahnen, die als Eigenbetriebe in öffentlich-rechtlicher Form existieren, werden als Privatbahn bezeichnet.
Privatbahnen können sowohl Eisenbahninfrastrukturunternehmen als auch Eisenbahnverkehrsunternehmen sein.
Mit Privatbahn kann auch eine einzelne Eisenbahnstrecke gemeint sein. Nicht immer stellen Privatbahnen zusammenhängende Netze dar, oft sind die verschiedenen Betriebsteile einer Privatbahn nur durch Staatsbahnstrecken miteinander verknüpft. 

## Deutschland
In der Bundesrepublik Deutschland werden Unternehmen, die sich nicht mehrheitlich im Besitz des Bundes befinden, als Nichtbundeseigene Eisenbahnen (NE-Bahnen) bezeichnet.

## Österreich
In Österreich sind Privatbahnen alle Bahnen, deren Betreiber nicht im Bundesbahngesetz (gültig für die Österreichischen Bundesbahnen) geregelt ist. Dabei wird kein Unterschied danach gemacht, wer der Eigentümer der Bahn ist. Es kann daher auch eine Bahn, die im Eigentum des Bundes steht, wie die Graz-Köflacher-Bahn GKB, eine Privatbahn sein.